# Héctor Escardó
Héctor Escardó Salazar (Pisco, 1879-¿Nueva York?, 1922) fue un ingeniero y político peruano. Ministro de Fomento (1917-1918) y de Hacienda (1918-1919), durante el segundo gobierno de José Pardo.

## Biografía
Hijo de Florencio Escardó y Clorinda Salazar.
Realizó sus estudios escolares en el prestigiado colegio de Agustín T. Whilar. Luego ingresó a la Escuela Nacional de Ingenieros, donde se tituló de ingeniero de minas (1901).
Empezó a laborar en las Empresas Eléctricas, contribuyendo a la instalación del alumbrado eléctrico en la ciudad de Lima. Luego ejerció su profesión en diversos asientos mineros de la sierra central del Perú, situados en Huacracocha (provincia de Yauli) y Cerro de Pasco. Demostró sus dotes como organizador, administrador y planificador, logrando notables éxitos en la producción. Viajó a Europa para actualizar sus conocimientos. De vuelta al Perú, fue nombrado delegado de minería de Cerro de Pasco.
Incursionó en la política, afiliándose al Partido Nacional-Democrático (fundado por José de la Riva Agüero y Osma), de cuya directiva formó parte. Fue elegido alcalde de Cerro de Pasco y, posteriormente, diputado por la misma provincia (1913-1918).
El presidente José Pardo y Barreda (segundo gobierno) le convocó para formar parte del Consejo de Ministros, en el portafolio de Fomento y Obras Públicas, cargo que juró el 27 de julio de 1917. El gabinete estaba presidido por Francisco Tudela y Varela. Escardó se distinguió por su perseverante labor en favor de la ampliación de la red ferrocarrilera.
Cuando el Congreso aprobó una Ley de Ferrocarriles y lo remitió al Poder Ejecutivo, este vetó dicha ley y lo devolvió con una serie de observaciones. El Congreso, en represalia, interpeló a Escardó y al ministro de Hacienda, Germán Arenas y Loayza, en las sesiones de 10 y 11 de abril de 1918. Escardó defendió las observaciones, aduciendo que el Congreso había hecho agregados al proyecto original siguiendo reclamos regionalistas o localistas. El Senado no quiso discutir las observaciones e insistió en su ley aprobada. El gabinete Tudela, en pleno, renunció entonces (12 de abril de 1918). En el editorial del semanario Sudamérica del 27 de abril de 1918, se comentó este suceso, lamentándose la renuncia de Escardó, al que se describía como un «elemento nuevo y entusiasta en la arduas labores del poder, [que] ponía a contribución, a beneficio de la prosperidad nacional, un vehemente patriotismo y experimentados conocimientos profesionales, que lo señalan como uno de los más brillantes ingenieros de la república».
Escardó reanudó su labor parlamentaria, hasta que el 18 de diciembre de 1918 retornó al Consejo de Ministros, esta vez como ministro de Hacienda y Comercio. En ese cargo se mantuvo hasta el final del gobierno, final que fue adelantado por el golpe de Estado de Augusto B. Leguía, el 4 de julio de 1919. Se trasladó entonces a Estados Unidos, donde falleció.